# Renato Righetto
Renato Righetto (né le 30 janvier 1921 à Campinas, dans l'État de São Paulo au Brésil et mort le 18 novembre 2001 à Campinas, dans l'État de São Paulo) était un arbitre brésilien de basket-ball.

## Biographie
Renato Righetto était architecte de profession. Il a arbitré plus de 800 rencontres internationales de basket-ball entre 1960 et 1977. Il a dirigé des matchs lors des Jeux olympiques 1960, 1964, 1968 et 1972 (dont les finales en 1960, 1968 et 1972), ainsi qu'au championnat du monde féminin 1971, aux Jeux panaméricains de 1967 et 1971. 
Il est intronisé au FIBA Hall of Fame en 2007 à titre posthume.